# Karel Wiedermann
Karel Wiedermann (1. dubna 1815 Přimda – 3. října 1893 Františkovy Lázně) byl český lázeňský architekt.
V roce 1840 se z Přimdy přestěhoval do Františkových Lázní. Většinu svých staveb realizoval ve Františkových Lázních. Společně se svým synem Gustavem, pozdějším starostou Františkových Lázní, dali tomuto západočeskému lázeňskému městečku jeho charakteristickou podobu.